# Weidebrunn
Weidebrunn ist ein mittelgroßer Ortsteil der Stadt Schmalkalden, welche sich im Landkreis Schmalkalden-Meiningen in Thüringen befindet. Bekannt ist dieser Ortsteil für seine metallverarbeitenden Betriebe sowie für sein technisches Denkmal und Museum „Neue Hütte“.

## Lage
Der Ortsteil Weidebrunn liegt nordöstlich von Schmalkalden an der Landesstraße 1026 und Landesstraße 2608 im bergigen Gelände. Die Steilhänge und Berge sind bewaldet. Die Feldmark ist rainartig angelegt und mit Wiesen und Feldern wird sie bewirtschaftet. Das Straßendorf ist über einen Kilometer ausgedehnt und liegt in der Talaue der Schmalkalde. Die Hänge des 569 Meter hohen Kohlbergs sind aus Buntsandstein. Unten, kurz vor der Schmalkalde, entspringt die Karstquelle Gespring und fließt nach wenigen Metern in die Schmalkalde.

## Geschichte
Am 31. Dezember 1014 wurde das Dorf mit seinem Bachnamen erstmals urkundlich genannt. Dieser Ort gehörte nicht zum Amt Schmalkalden der hessischen Herrschaft Schmalkalden.
Im Jahr 2012 lebten in Weidebrunn rund 750 Einwohner. 1585 waren es lediglich 95, 1948 waren es 898 und 1990 waren es 463 Personen.
1835 wurde die Neue Hütte angeblasen. Sie wurde 1870 erweitert und 1924 stillgelegt. Seit 1966 steht sie als Technisches Denkmal unter Denkmalschutz. Das beinhaltete Museum sowie das Café kann täglich besucht werden.
Am 1. Juli 1950 wurde Weidebrunn eingemeindet und ist seitdem ein Ortsteil der Stadt Schmalkalden.